# Estatua ecuestre del Mariscal Mannerheim
La estatua ecuestre del Mariscal Mannerheim (en finés: Marsalkka Mannerheimin ratsastajapatsas) es una escultura de Aimo Tukiainen, situada en el centro de Helsinki, Finlandia. Está en la avenida Mannerheimintie, delante del museo de arte contemporáneo Kiasma. La estatua, dada a conocer en 1960, representa a Carl Gustaf Emil Mannerheim, mariscal de las Fuerzas Armadas de Finlandia y sexto presidente de Finlandia.
La construcción de una estatua de Mannerheim primero fue sugerido en los años 1930. Sin embargo, el proyecto solo avanzó después de su muerte en 1951. Un concurso de diseño fue organizado en 1952, y eventualmente fue Aimo Tukiainen seleccionado para realizar el monumento. Fue financiado por donaciones y una colección pública que recaudó tanto dinero que fue posible también cumplir la casa de nacimiento de Mannerheim y convertirlo en un museo.
La estatua tiene una altura de 5,4 metros y el pedestal 6,3 metros. La estatua está hecha de bronce, y el pedestal es de granito.